# Jîlîne, Djankoi
Jîlîne (în ucraineană Жилине) este un sat în comuna Lobanove din raionul Djankoi, Republica Autonomă Crimeea, Ucraina.

## Demografie
Componența lingvistică a localității Jîlîne
     Rusă (59,89%)
     Tătară crimeeană (20,15%)
     Ucraineană (11,62%)
     Romani (1,45%)
Conform recensământului din 2001, majoritatea populației localității Jîlîne era vorbitoare de rusă (59,89%), existând în minoritate și vorbitori de tătară crimeeană (20,15%), ucraineană (11,62%) și romani (1,45%).